# Regionale raad van Bik'at HaYarden
De regionale raad van Bik'at HaYarden (Hebreeuws: מועצה אזורית בקעת הירדן) is een regionale raad van Israël. De regionale raad vormt het lokale bestuur voor een aantal Israëlische nederzettingen op de bezette Westelijke Jordaanoever aan de Jordaanrivier. De Verenigde Naties bestempelen Israëlische nederzettingen als illegaal; Israël bestrijdt deze opvatting.

## Gemeenschappen
| - Argaman - Beka'ot - Bitronot - Elisha - Gilgal - Gitit - Hamra - Hemdat - Maskiot - Masua - Mehola - Mekhora | - Mevo'ot Yericho - Netiv HaGdud - Niran - Na'ama - Petza'el - Ro'i - Rotem - Shadmot Mehola - Tomer - Yafit - Yitav |

Abu Basma · Alona · al-Batuf · Be'er Tuvia · Beit She'an Vallei · Bnei Shimon · Brenner · Bustan al-Marj · Centraal Arava · Drom HaSharon · Esjkol · Gan Raveh · Gederot · Gezer · Gilboa · Golan · Gush Etzion · Har Hebron · Hefervallei · Hevel Eilot · Hevel Modi'in · Hevel Yavne · Hof Ashkelon · Hof HaCarmel · Hof HaSharon · Jizreëlvallei · Emek HaYarden · Bik'at HaYarden · Lakhish · Lev HaSharon · Lodvallei · Lager Galilea · Ma'ale Yosef · Mateh Asher · Mateh Binyamin · Mateh Yehuda · Megiddo · Megilot · Menashe · Merhavim · Merom HaGalil · Mevo'ot HaHermon · Misgav · Nahal Sorek · Ramat HaNegev · Sha'ar HaNegev · Sdot Negev · Shafir · Shomron · Tamar · Hoger Galilea · Yoav · Zevoeloen